# Жінки в Угорщині

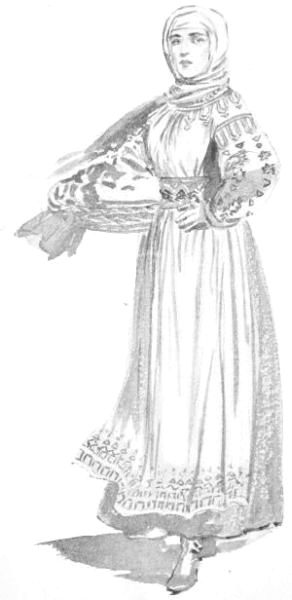
Угорська селянка, XVII століття

Жінки в Угорщині відіграли значну роль у формуванні угорського суспільства, особливо за останні 200 років. Внесок у формування образу жінки Угорщини внесла релігія (римське католицтво, лютеранство, кальвінізм і частково православ'я), хід історії (комуністична ідеологія) і процес євроінтеграції Угорщини. На даний момент Угорщина займає 42-е місце в Індексі гендерної нерівності; жінки займають в середньому 10,1% місць у Парламенті Угорщини; 93,2% жінок у віці 25 років мають середню освіту, 57,8% офіційно працевлаштовані. У рейтингу Глобального звіт про гендерний розрив Угорщина станом на 2013 рік займала 87-е місце.

## Перед Першою світовою війною
Петер Барань в 1790 році подав заяву Національним зборам угорського дворянства з проханням надати дворянкам право спостерігати за діяльністю зборів, вважаючи, що жінки зможуть виховати вірний своїй Батьківщині нове покоління. Зборище, однак, відхилило цю заяву. У 1817 році в Угорщині сформували Жіноче благодійне товариство Пештера — першу жіночу організацію. До кінця століття в країні налічувалося кілька сотень подібних організацій, які, однак, не мали політичної ваги.
У середині XIX століття жінки отримали право на середню освіту, в 1895 році їм дозволили вивчати філософію, медицину і фармацевтику в університетах. Правозахисники своїми зусиллями розширили права жінки в Австро-Угорщині. У 1904 році Розіка Швіммер заснувала в Угорщині Асоціацію феміністок, яка виступала за надання виборчих прав жінкам і тричі безуспішно подавала подібні прохання до парламенту. Чоловіча ліга за жіночі виборчі права була заснована в 1910 році, а в 1913 році в Будапешті відбувся 7-й з'їзд Міжнародного жіночого альянсу суфражисток. Асоціація феміністок співпрацювала з міською владою Будапешта з працевлаштування жінок, а також видавала журнал про проблеми жінок. В лавах соціал-демократів і Національної федерації кліриків також були жінки.

## Міжвоєнні роки
Незалежна Угорщина визначилась як національна держава, тому жіночому руху довелося адаптуватися до цих нових умов. У 1919 році недовгий час при владі були комуністи з Белою Куном, і групи феміністок стали менш впливовішими. Їм довелося піти в підпілля і формувати нові стосунки з комуністами і ліворадикалами. Частково жінки домоглися розширення виборчих прав і права працювати в Парламенті. Жінки співпрацювали з Партією національної єдності і Християнським жіночим табором. Завдяки зростанню політичного впливу партій в країні, жінки привертали до себе увагу і заручалися підтримкою як матері дітей, майбутнього покоління Угорщини . Жіночі організації розширювалися і під час Другої світової війни.

## Суфражизм
Частково виборче право було надано угорським жінкам в 1922 році, а повністю в 1945-му , але в Угорській Народній Республіці воно було виражене недостатньо явно. Жінки становили 18% членів парламенту УНР в 1949 році і 30% в 1980 році, але не так часто брали участь в його засіданнях, хоча і впливали на прийняття рішень. Число жінок в парламенті різко впало до 7% на перших вільних виборах в 1990 році , а в 2014 році воно склало 10,1% від усіх депутатів.

## Угорська Народна Республіка
Жінка в Соціалістичній Угорщині вважалася в першу чергу матір'ю дитини, котра уособлювала майбутнє Угорщини, дружиною угорського робочого і самою робочою безпосередньо. Жінки могли займати практично будь-які робочі посади в Угорщині; як і чоловікам, їм гарантувалися основні громадянські права і свободи відповідно до чинної Конституції УНР. Жінки могли отримувати вільно середню та вищу освіту в будь-якій області, в тому числі в галузях природничих наук і за спеціальностями, пов'язаними з інженерною справою і промисловістю.

## Сучасна Угорщина
У 1989 році утворилися нові рухи феміністок, які виступали за розширення прав і свобод жінок. Економіка Угорщини, в якій відбулася зміна влади, спиралася на «сині комірці», в числі яких було багато жінок, які прагнули також дбати про домівку і про свої сім'ї. У 1990-ті Мережа феміністок і Федерація юних демократів стали провідними політичними рухами в підтримку жінок Угорщини.
Однак деякі питання досі є спірними в Угорщині: консервативні партії виступають за заборону абортів в країні, деякі інші партії намагаються змінити кримінальне покарання за домашнє насильство. У 1997 році була знята кримінальна відповідальність за зґвалтування у шлюбі. У 1997 році Угорщина підписала Конвенцію Ради Європи проти торгівлі людьми.

## Сім'я та здоров'я
В Угорщині в даний час відходять від традиційного шлюбу в плані офіційних церемоній; багато сімей де-факто створюються на основі співжиття. У 2015 році 47,9% дітей народилося у жінок, що не перебували у шлюбі. В середньому на 100 жінок народжувалося 143 дитини у 2015 році ; материнська смертність в країні в 2010 році становила 21 жінки на 100 тисяч.